# Phymanthus laevis
Phymanthus laevis är en havsanemonart som beskrevs av Casimir R. Kwietniewski 1898. Phymanthus laevis ingår i släktet Phymanthus och familjen Phymanthidae. Inga underarter finns listade i Catalogue of Life.